# Тостерглопе
Тостерглопе (њем. Tosterglope) општина је у њемачкој савезној држави Доња Саксонија. Једно је од 43 општинска средишта округа Линебург. Према процјени из 2010. у општини је живјело 655 становника. Посједује регионалну шифру (AGS) 3355037.

## Географски и демографски подаци
Тостерглопе се налази у савезној држави Доња Саксонија у округу Линебург. Општина се налази на надморској висини од 40-80 метара. Површина општине износи 19,5 km². У самом мјесту је, према процјени из 2010. године, живјело 655 становника. Просјечна густина становништва износи 34 становника/km².